# Centre d’art moderne de Tétouan

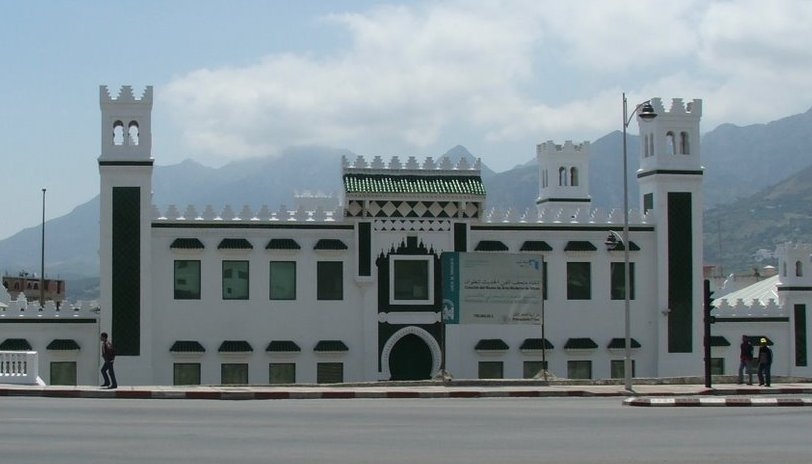
Centre d’art moderne de Tétouan

Das Centre d’art moderne de Tétouan (CAMT) ist ein Museum für moderne Kunst in der Stadt Tétouan im Norden Marokkos. 

## Lage
Das Museum befindet sich im ehemaligen Bahnhofsgebäude von Tétouan am südlichen Rand der Altstadt (Medina). Es ist von der Rue Al Massira aus zugänglich.

## Geschichte
Das ehemalige Bahnhofsgebäude wurde zur Zeit des seit 1912 bestehenden spanischen Protektorats über den Norden Marokkos im Jahr 1918 im neomaurischen Stil fertiggestellt, aber bereits in den 1950er Jahren aufgegeben. Zu Beginn des 21. Jahrhunderts wurde es im Rahmen einer andalusisch-marokkanischen Gemeinschaftsinitiative durch den Architekten Abdeslam Bencrimo zu einem Museum umgebaut, welches im Jahr 2014 eröffnet wurde.

## Sammlung
Die Sammlung widmet sich hauptsächlich den Werken marokkanischer Künstler (Maler, Bildhauer) aus der Provinz Tétouan. Das Museum ist sonntags und montags geschlossen.

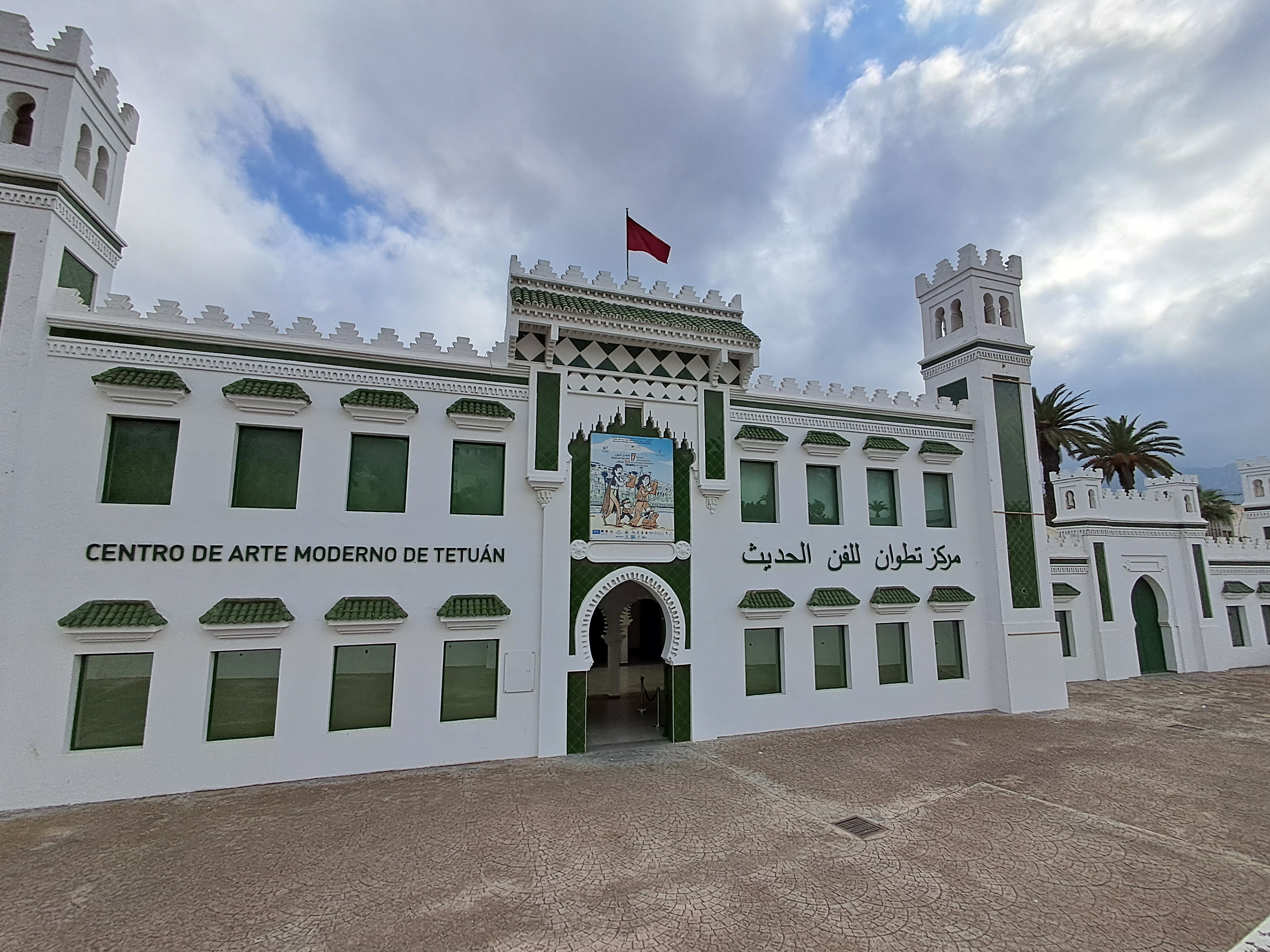
مركز تطوان للفن الحديث